# Circondario di Land Hadeln
Il circondario di Land Hadeln (in tedesco Landkreis Land Hadeln) era un circondario rurale tedesco, esistito dal 1932 al 1977.

## Storia
Il circondario di Land Hadeln, parte del distretto governativo di Stade nella provincia prussiana di Hannover, fu creato nel 1932 dall'unione dei circondari di Hadeln e di Neuhaus a. d. Oste. Il capoluogo era posto nella città di Otterndorf.
Il nuovo circondario prese il nome dal territorio del Land Hadeln (letteralmente "terra di Hadeln") posto lungo la costa del Mare del Nord.
Nel 1946 la provincia di Hannover venne distaccata dalla Prussia formando il nuovo Land di Hannover, divenuto dopo poche settimane parte del nuovo Land della Bassa Sassonia.
Il circondario di Land Hadeln fu soppresso nel 1977; il territorio entrò a far parte del nuovo circondario di Cuxhaven, creato dall'unione dei circondari di Land Hadeln e di Wesermünde, e della città extracircondariale di Cuxhaven.

## Suddivisione amministrativa
Al momento dello scioglimento, il circondario di Land Hadeln comprendeva i seguenti 62 comuni (il capoluogo è scritto in grassetto):
- Abbenseth
- Altenbruch
- Altendorf
- Altenwalde
- Armstorf
- Basbeck
- Belum
- Berensch-Arensch
- Bornberg
- Bülkau
- Cadenberge
- Dornsode
- Franzenburg
- Geversdorf
- Gudendorf
- Hackemühlen
- Hechthausen
- Heeßel
- Hemm
- Hemmoor
- Hollen

- Hollnseth
- Holte-Spangen
- Ihlbeck
- Ihlienworth
- Isensee
- Kehdingbruch
- Kleinwörden
- Klint
- Lamstedt
- Langenmoor
- Laumühlen
- Lüdingworth
- Mittelstenahe
- Moorausmoor
- Neubachenbruch
- Neuenkirchen
- Neuhaus (Oste)
- Nindorf
- Nordahn
- Nordleda
- Oberndorf

- Odisheim
- Oppeln
- Osten
- Oster Ihlienworth
- Osterbruch
- Otterndorf
- Oxstedt
- Sahlenburg
- Steinau
- Stinstedt
- Varrel
- Voigtding
- Wingst
- Wanna
- Warstade
- Wester Ihlienworth
- Westersode
- Wingst
- Wisch
- Wohlenbeck